# Ziemla i Wola

Logo organizacji

Ziemla i Wola (ros. Земля и Воля, pol. Ziemia i Wolność) – wczesnosocjalistyczna organizacja konspiracyjna wywodząca się z ruchu tzw. narodników, działająca w Rosji w latach 1861-1864 oraz 1876-1879. Celem jej było wprowadzenie socjalizmu w oparciu o niezadowolenie chłopów. Chłopi organizowani i szkoleni w obszczinach mieli obalić carat. Nazwa ruchu powstała pod koniec 1878 roku wraz z drukiem pisma o tym tytule. W praktyce Ziemia i Wolność oddziaływała nie tylko na chłopów.

## Okres I - lata 1861-1864
Inicjatorami Powstania pierwszej organizacji byli Aleksander Hercen i Nikołaj Czernyszewski. Dołączyli do nich Nikołaj Obruczew, S.S. Rymarienko, Iwan Szamszyn i wielu innych. Program i plan działania przygotowali Hercen oraz Nikołaj Ogariow. Powstałej organizacji postawili za cel przygotowanie chłopskiej rewolucji i wyłonienie demokratycznej (nieklasowej) władzy. Rewolucja miała skończyć z samodzierżawiem (samowładztwem) i dać chłopom ziemię. Komitet wykonawczy partii składał się z sześciu osób: N. Obruczewa, S. Rymarienki, braci Nikołaja i Aleksandra Sjerno-Sołowjowiczów, Aleksandra Slepcowa oraz Wasilija Kuroczkina.
Członkowie organizacji byli rozproszeni, głównie po miastach tworząc 13-14 kółek, z których najbardziej prężnie działały kółko moskiewskie z Jurijem Mosołowem i Nikołajem Szatiłowem oraz petersburskie z Nikołajem Utinem. Wojskową strona organizacji zajmował się Komitet Rosyjskich oficerów w Polsce dowodzony przez podporucznika Andrija Potiebnię.
A.A. Slepcow oceniał liczebność organizacji na ok. 3000 ludzi z tego najliczniejsze koło moskiewskie liczyło około 400 członków.
Latem 1862 roku carskie władze poważne osłabiły organizację aresztując jej liderów Czernyszewskiego, Sjerno-Sołowjowiczów, a także radykalnego dziennikarza Dmitrija Pisariewa.
Ziemla i Wola utrzymywała kontakty z polskim stronnictwem czerwonych. 2 grudnia 1862 zawarli układ z polskim Komitetem Centralnym Narodowym w sprawie wspólnej akcji przeciw caratowi. W roku 1863 organizacja, zgodnie ze swymi planami, miała zorganizować powstanie chłopskie wspólnie z polskimi rewolucjonistami. Niestety Polacy już na początku roku rozpoczęli powstanie styczniowe. Uniemożliwiło to koordynację działań, a na dodatek car na ziemiach rosyjskich zwolnił chłopów od poddaństwa i tym samym zniweczył plany wywołania powstania chłopskiego.
Wierząc w kontynuację reform zaczętych przez cara, z działalności w organizacji zrezygnowali członkowie o bardziej umiarkowanych poglądach. Te wszystkie okoliczności sprawiły, że z początkiem roku 1864 pierwsza Ziemla i Wola zakończyła swą działalność.

## Okres II – lata 1876-1879
W 1876 roku w Sankt Petersburgu zebrali się Aleksandr Michajłow, Gieorgij Plechanow, Dmitrij Lizogub i po wspólnych naradach utworzyli drugą Ziemlę i Wolę. Decyzję o utworzeniu organizacji poprzedziły długie dyskusje wśród ludu prowadzone w latach 1873-1875, na temat czego pragną chłopi i co jest dla nich najważniejsze. Dla wszystkich inicjatorów było jasne, że droga rozwoju Rosji musi być inna niż kapitalistyczna. Organizacja stawiała na chłopów i zaspokojenie ich potrzeb przez skupienie całej ziemi w ich rękach. Początkowo starano się grupować bezrolnych w osadach kolektywnie przygotowujących ludzi do rewolucji i wspólnej pracy. Wkrótce grupa rozszerzyła się o Siergieja Krawczynskiego, Nikołaja Morozowa, Sofję Pierowską, Lwa Tichomirowa oraz Nikołaja Tiutczewa. Organizacja liczyła wówczas ok. 200 członków. Jako podstawę działalności przyjęto zasadę centralizmu, dyscypliny, wzajemnej kontroli i konspiracji. W szczegółach postulowano:
- przekazanie całej ziemi w ręce chłopów,
- wprowadzenie samorządu lokalnego w obrębie gromady,
- wprowadzenie wolności wyznania,
- przyznanie prawa narodom do samookreślenia się.

Powyższe cele miano zrealizować przy pomocy propagandy i agitacji wśród chłopów, których członkowie Ziemi i Wolności widzieli jako główną rewolucyjną siłę. Do klasy robotniczej nie mieli zaufania. Przyjmowano, że przejęcie władzy nastąpi metodą zamachu stanu. Agitacją zamierzano zaszczepić anarchizm i doprowadzić do masowego buntu, w czym pomocne miały być wzniecane demonstracje i strajki. Dopuszczano przeprowadzanie akcji terrorystycznych skierowanych przeciwko jednostkom szczególnie szkodzącym planom organizacji – przede wszystkim przeciwko urzędnikom carskim oraz agentom ochrany. Kwestie te w szczegółach określał wewnętrzny regulamin. Włodzimierz Lenin, którego brat był członkiem tej organizacji, pragnął, aby ta organizacja przyciągnęła całe niezadowolenie i skierowała je do walki przeciwko autokracji.
Nazwa Ziemia i Wolność pojawiła się w 1878 roku w drukowanym piśmie rozprowadzanym wśród członków i sympatyków - najpierw jako hasło chłopskie: „ziemi i wolności” trafiło na okładkę, wkrótce stało się tytułem pisma, skąd cała organizacja wzięła swą nazwę (wcześniej była określana jako Północna Rewolucyjno-Narodnicka Grupa (Северная революционно-народническая группа) czy Stowarzyszenie Narodników (Общество народников)).
Struktura organizacji była prosta – koło główne dzieliło się na 7 specjalistycznych grup zajmujących się wybranymi i ukierunkowanymi zagadnieniami. W większych miastach imperium rosyjskiego działały kółka lokalne zajmujące się agitacją i pozyskiwaniem kolejnych członków i sympatyków. Działalność ułatwiała wspomniana już drukowana gazeta organizacyjna. Tym sposobem łatwiej można było dotrzeć do studentów niż do chłopów, stąd spory wpływ i popularność organizacji wśród studentów.
Widoczną oznaką aktywności organizacji było zorganizowanie pierwszej rosyjskiej demonstracji politycznej, tzw. kazańskiej demonstracji w Petersburgu, przed soborem Kazańskiej Ikony Matki Bożej 6 grudnia 1876 roku. Wówczas pierwszy raz organizacja wystąpiła publicznie, przedstawiając swój program. Na placu przed soborem zebrało się około 400 osób. Porywające przemówienie wygłosił Gieorgij Plechanow. Młody robotnik Jakow Potapow rozwinął czerwony sztandar. Demonstranci stawili czynny opór policji, która aresztowała 31 osób. Spośród aresztowanych 5 osób skazano na 10-15 lat katorgi, 10 osób zesłano na Syberię, 3 robotników, w tym Potapowa, skazano na 5 lat odosobnienia. Był to początek czasów świadomego udziału klasy robotniczej w walce o swoje prawa.
Ziemlowolcy postanowili poszerzyć swoje wpływy i rozlokować się w miastach takich jak Saratów, Niżny Nowogród, Samara, Astrachań, Tambow, Psków, Woroneż oraz w okolicach Donu, Kaukazu oraz Uralu. W tamtejszych ośrodkach Ziemia i Wolność rozprowadzały ulotki i prowadziły dystrybucję rewolucyjnej literatury. Członkowie organizacji w latach 1878-1879 wywołali lub podtrzymali strajki prowadzone różnych ośrodkach między innymi w Petersburgu.
Dużym sukcesem organizacji było pozyskanie jako agenta Ziemi i Wolności N. Kletocznikowa, pracującego w Trzecim Oddziale (wydziale do zwalczania przestępstw politycznych). Koncepcje komun wiejskich i „pójścia w lud” nie sprawdziły się, chłopi nie chcieli żyć zgodnie z wyobrażeniami i planami organizacji. Rozwój sytuacji sprawił, że coraz więcej uwagi poświęcano planowaniu akcji terrorystycznych. W 1878 r. Wiera Zasulicz dokonała zamachu na oberpolicmajstra Petersburga Fiodora Trepowa wprost w jego biurze przy ul. Gorochowej. Siergiej Krawczynski zamordował Nikołaja Miezencowa, szefa żandarmerii i naczelnika Trzeciego Oddziału carskiej kancelarii. Zamachy te nie były jeszcze uznaną metodą walki z caratem, wynikały z obrony przed zdemaskowaniem i z zemsty za aresztowania współtowarzyszy.
Rozczarowanie części członków Ziemi i Wolności dotychczasowymi efektami działalności organizacji, wzrost represji ze strony władz oraz wzrost antypaństwowych nastrojów spowodowany wojną rosyjsko-turecką (1877-1878) zradykalizowały poglądy i część członków uznała terroryzm za lepszą metodę walki o realizację swoich celów. Wobec narastania wewnętrznych sprzeczności w czerwcu 1879 r. planowano zebranie w Woroneżu, aby ustalić nowe cele i metody pracy. Tymczasem niedaleko, w Lipiecku, zebrali się tajnie i odrębnie od głównej grupy Aleksandr Michajłow, Aleksandr Kwiatkowski, Lew Tichomirow, Nikołaj Morozow, Aleksandr Barannikow, Marija Oszanina, Andriej Żelabow, Nikołaj Kołodkiewicz, Grigorij Goldienbierg, Stiepan Szyriajew, Michaił Frolenko. Zdecydowali, że należy dopisać w programie partii konieczność politycznej walki z samodzierżawiem jako działanie najpilniejsze i najważniejsze. Uczestnicy tego tajnego lipieckiego zebrania ogłosili siebie Wykonawczym Komitetem Społeczno-Rewolucyjnym Partii i po uzyskaniu zgody ogólnego zjazdu ziemlowolców w Woroneżu postanowili podjąć się akcji terrorystycznych.
Zjazd ogólny członków organizacji Ziemia i Wolność w czerwcu 1879 r. w Woroneżu miał określić perspektywy dalszej pracy. W zjeździe uczestniczyło około 20 ludzi, w tym Gieorgij Plechanow, Aleksandr Michajłow, Andriej Żelabow, Wiera Figner, Sofija Pierowska, Nikołaj Morozow, Michaił Frolenko, Osip Aptiekman. Zwolennicy polityki terroru (Żelabow, Michajłow, Morozow i in.) przyszli na zjazd zwartą grupą. Zwolennicy Plechanowa (dieriewienszczyki) zajęli neutralną postawę, przyjmując jednak, że ich głównym zadaniem będzie praca uświadamiająca wśród chłopstwa, nie sprzeciwili się planom grupy lipieckiej. Jedynie Plechanow ostrzegał i zwracał uwagę na niebezpieczeństwa praktyk terrorystycznych dla perspektyw planów poszerzenia ich idei w narodzie i formalnie odszedł z organizacji i porzucił zjazd przed końcem. Końcowe postanowienia zjazdu nosiły kompromisowy charakter: na równi z uświadamiającą działalnością narodu uznano politykę indywidualnego terroru. Do grupy zwolenników terroru wkrótce dołączyła grupa Wiery Figner, mająca ścisłe więzi z rewolucjonistami w Kijowie, Charkówie i Odessie.
Zawarty kompromis okazał się nietrwały. Organizacja przetrwała do końca 1879 roku, po czym rozpadła się z powodu rozbieżności co do metod zwalczania caratu. Zwolennicy metod terrorystycznych utworzyli nową organizację o nazwie Narodnaja Wola, natomiast skrzydło pozostające przy bardziej narodnickim programie społecznym utworzyło organizację Czornyj Pieriedieł.